# کیسا
کیسا (به سوئدی: Kisa) یک منطقهٔ مسکونی در سوئد است که در بخش شیندا واقع شده‌است. کیسا ۴٫۰۳ کیلومتر مربع مساحت و ۳٬۶۸۷ نفر جمعیت دارد.